# Juan Luis Vives
Juan Luis Vives, latinsko Ioannes Lodovicus Vives, špansko-flamski renesančni humanist, filozof in pedagog, * 6. marec 1492, Valencija, Španija, † 6. maj 1540, Brugge, Flamska, Belgija.
Vives velja za radikalnega nasprotnika sholastične filozofije in za predhodnika sodobne empirične psihologije ter pedagogike.

## Otroštvo in mladost
Njegovi starši so bili v judovski trgovci, ki so se morali zaradi inkvizicijskih represalij pod prisilo spreobrniti v krščanstvo. Zaradi tega je bilo Vivesovo otroštvo zelo težko, predvsem njegov oče je bil pod stalnimi inkvizicijskimi pritiski, da na skrivaj prakticira judovske obrede. Leta 1522 so Vivesovega očeta drugič uradno obtožili in mu po preiskovalnem postopku, ki je trajal dve leti, dokazali krivdo ter ga živega sežali na grmadi. Že pred tem mu je četa 1508 zaradi kuge umrla mati. Po materini smrti je emigriral v Pariz, izobraževalno prestolnico tistega časa, kjer je obiskoval predavanja na več kolegijih, prav tako pa je prišel v kontakt s pariškimi humanisti. Leta 1514 je zapustil Pariz ne da bi dosegel kakšno stopnjo izobrazbe in se preselil na Nizozemsko, kjer je uspel navezati poznanstvo z vodilnim nizozemskim humanistom Erazmom Rotterdamskim. Očitno je nanj napravil vtis, saj ga je Erazem priporočil za domačega učitelja pri uglednemu in premožnemu flamskemu plemiču Williamu de Croÿu (1458–1521). Prav tako je ostal vezan na Erazmov izobraževalni krožek. V tem obdobju je napisal svoja prva dela, v katerih je kritičen do tradicionalne aristotelovske sholastike. Pomembnejše delo je komentar Avguštinovega dela O Božji državi, ki ga je napisal na Erazmovo pobudo s posvetilom angleškemu kralju Henrik VIII., ki je prav tako bil deležen humanistične izobrazbe. Vabilo na angleški dvor je kmalu sledilo.

## Dela
Med letoma 1523 in 1525 je izmenoma poučeval v Angliji na dvoru kralja Henrika Angleškega in Katarine Aragonske. Vmes se je leta 1524 poročil. Med širšim vključevanjem v krog angleških humanistov je uradno služboval kot tutor hčerki kraljevskega para Mariji in predaval na enem od kolegijev na Oxfordski univerzi, kjer je tudi uspešno promoviral v doktorja prava. V teh letih je objavil prvo vsebinsko pedagoško delo »O izobrazbi krščanskih dam« (De institutione feminae Christianae, 1523) in poljudni moralno filozofski vodnik »Uvod v modrost« (Introductio ad sapientiam, 1524) z vplivi krščanske patristike in antične stoe. S tem delom je tudi širše zaslovel. Leta 1528 je bil zaradi zapletov na dvoru v zvezi z ločitvijo kralja Henrika od kraljice Katarine po krajšem hišnem priporu izgnan. Ostanek življenja je preživel v Bruggeu na Flamskem.
Zadnjih dvanajst let njegovega življenja je bilo najplodovitejših. V tem obdobju je napisal svoja najbolj znana dela, ki so po vsebini zelo raznostranska. V delu o »O izobrazbi krščanskih dam« sicer pristaja na deljeno družbeno vlogo žensk in moških, vendar zagovarja potrebo po enako dostopni izobrazbi za ženske.
Pomemben prispevek k didaktiki pouka latinščine je latinska vadnica Exercitatio linguae latinae (1538), ki je izšla v več kot devetdesetih izdajah. V zasnovi vadnice je Vives predhajal sodobno razvojno psihologijo: od preprostejših in osnovnih učnih vsebin je postopoma prehajal k zahtevnejšim znanjem. 
Primer družbenopolitičnega angažiranega dela je spis »Pomoč revnim« (De subventione pauperum, 1526) razpravlja o predlogih, ki bi omilili revščino. Sem sodijo javno zagotavljanje dela in izobraževanja za tiste, ki so zmožni delati in se izobraziti.
Delo »O slogi in neslogi človeškega rodu« (De concordia et discordia in humano genere, 1529) je politično filozofsko delo o stanjih vojne in miru. Naslednje delo »O disciplini« (De disciplinis, 1531) je pedagoška kritika zastarelih sholastičnih učnih metod in program metod poučevanja, v katerem poudarja njihov racionalnejši organizacijski vidik. Delo »O duši in življenju« (De anima et vita, 1538) velja za eno prvih študij po načelih empirične psihologije. V delu »Resnica v krščanstvu« (De veritate fidei Christianae), ki je bilo izdano posthumno leta 1543, se ukvarja s filozofskimi in teološkimi vsebinami. V zgodnjem komentarju Avguštinove Božje države je s filološko analizo zavrnil še takrat vedno čislano legendo iz antičnega Aristejevega pisma o prevodu grškega Svetega pisma Septuaginte v latinsko Vulgato, po katerem naj bi 72 judovskih učenjakov, ki so samostojno prevajali 72 dni, na koncu dobili med sabo identične prevode.

## Vplivi
Vivesov intelektualna zanimanja so zelo raznolika. V nekaterih primerih je predhaja sodobne mislece, psihologe in pedagoge, vendar se ni na nobeno od teh ved in zanimanj sistematično osredotočil in poglobil. V 16. stoletju je veljal za enega najvplivnejših intelektulacev, vendar je danes težko oceniti, kateri elementi njegove misli in v kolikšni meri so vplivali na kasnejše začetnike sodobne pedagogike in psihologije.